# Anselm Franz von Ingelheim
Anselme-François d'Ingelheim (né le 16 septembre 1634 à Cologne et mort le 30 mars 1695 à Aschaffenbourg) est archevêque et prince-électeur de Mayence de 1679 à 1694. À ce titre, il était également archichancelier du Saint-Empire romain germanique.

## Biographie
Il est le fils de Georges-Jean d'Ingelheim et Anne-Elisabeth de Sturmfederin-d'Oppenweiler. Il est chanoine de cathédrale Saint-Martin de Mayence, nommé par l'archevêque Lothaire-Frédéric de Metternich-Bourscheid en 1674, camérier de la même ville et, l'année suivante, son lieutenant à Erfurt. Il succède le 7 novembre 1679 à l'archevêque Charles-Henri.

### Les aléas avec la France
L'an 1684 il souscrit, le 15 août, à la trêve conclue à Ratisbonne, pour vingt ans, entre l'empire et la France et, le 20 octobre suivant, pour marquer à Dieu sa reconnaissance de cet heureux événement, il fait présent à son église d'un magnifique ostensoir d'or, enrichi de diamants, pour y placer le saint sacrement.
Mais il ne jouit pas aussi longtemps qu'il l'espérait de la tranquillité. Dès 1688, la France rompt la trêve, et recommence la guerre à l'occasion des troubles de Cologne. L'électeur de Mayence, sommé par le dauphin Louis, qui commande l'armée française, de livrer sa capitale, l'abandonne, dans l'impuissance de la défendre, par traité du 17 octobre, et choisit Erfurt pour retraite.
Le séjour qu'il y fait est d'environ onze mois. Mayence ayant été rendue par Nicolas Chalon du Blé, le marquis d'Uxelles, le 8 septembre 1689, au duc de Lorraine, après sept semaines de siège, l'électeur ne tarde pas à y revenir.

### Derniers actes et résidence à Aschaffenbourg
L’an 1690, il concourt, le 24 janvier, à la diète électorale d'Augsbourg à l’élection de Joseph, roi des Romains, qu’il sacre deux jours après. Il a couronné, dans la même ville, sept jours auparavant, l’impératrice Éléonore Madeleine, mère de ce prince. L'année suivante, accablé de la goutte, il se fait donner pour coadjuteur, par son chapitre, Louis-Antoine, grand-maître de l’ordre Teutonique et prévôt d'Ellwangen (de), fils de l’électeur palatin Philippe-Guillaume, et l’obtient, le 19 avril, par une élection unanime.
Il réside pour lors à Aschaffenbourg, dans la crainte que les Français, qui ont toujours les yeux sur Mayence, ne réussissent à y rentrer ; ce qu’il pense en effet arriver par la trahison de Consbruch, commissaire-général des guerres, dont qu'ils ont corrompu . Au mois de mai 1691, il se rallie à la confédération entre l'empereur et d'autres princes contre la France. La mort le ravit à son église dans son palais d'Aschaffenbourg, le château de Johannisburg, le 30 mars 1695. Il est inhumé dans l’église Saint-Pierre de cette ville, auprès de l'archevêque Thierri. Son cœur fut cependant ramené à Mayence, où il est honoré d'un monument.